# Fagurhólsmýri
Fagurhólsmýri ist ein Hof im Südosten Islands.
Fagurhólsmýri liegt 25 km entfernt von Skaftafell in östlicher Fahrtrichtung an der Ringstraße und gehört zu der Gemeinde Hornafjörður. Es gibt einen Flugplatz und bei Fagurhólsmýri beginnt der Weg über den Skeiðarársandur nach Ingólfshöfði. Hier gab es eine bemannte Wetterstation seit dem Jahr 1903. Die lokale Tankstelle war auch ein Laden für die Umgebung.